# Euorodalus marlieri
Euorodalus marlieri är en skalbaggsart som beskrevs av S. Endrödi 1960. Euorodalus marlieri ingår i släktet Euorodalus och familjen Aphodiidae. Inga underarter finns listade i Catalogue of Life.